# Microcrambon paphiellus
Microcrambon paphiellus är en fjärilsart som beskrevs av Achille Guenée 1862. Microcrambon paphiellus ingår i släktet Microcrambon och familjen Crambidae. Inga underarter finns listade i Catalogue of Life.